# Доходный дом Демидова
Доходный дом П. Н. Демидова — памятник архитектуры. Расположен в Санкт-Петербурге, современный адрес дома — Большая Морская улица, 43.

## История

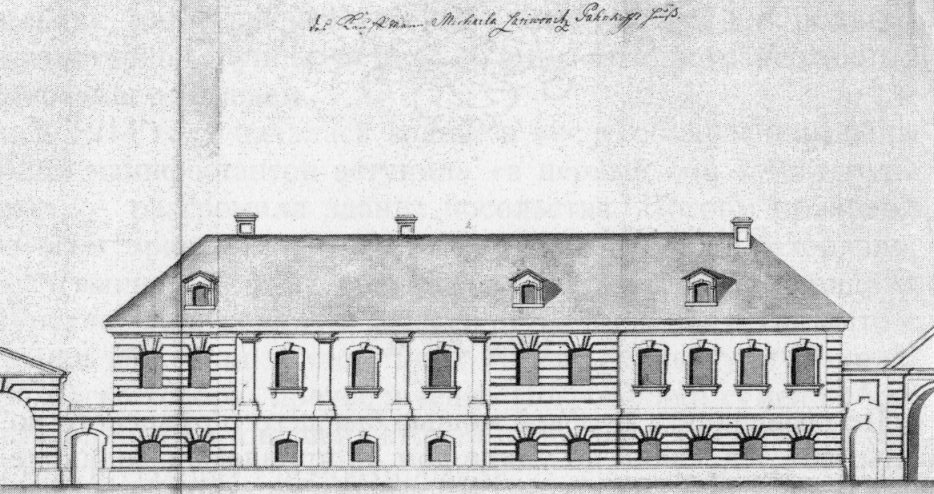
Дом Панкова

Первый каменный дом на участке был построен в начале 1740-х для купца Михаила Панова (возможно, Панкова). Изначально дом был одноэтажным (на высоких подвалах), в 11 окон по фасаду; третий этаж был надстроен во второй половине XVIII века.
Панов продал дом Матроне, вдове статского советника Петрищева. С 1781 года дом сдавался портному Иоганну Сиверсу, а в 1785 году был продан ювелиру Крестьяну Ивановичу Гебельту (также владевшему домом № 41). В начале XIX века домом владела баронесса София Ивановна Вельо (Феллио), в 1820-х годах — супруга Петра Северина, придворного банкира и купца, Анна Вильгельмина. В 1824 году в здании жил барон Людвиг Вильгельм Теппер де Фергюссон, в 1827 году — прокурор Сената, позднее сенатор Пётр Сергеевич Кайсаров. В 1829 году дом получила Софья Александровна, жена генерала Петра Кирилловича Эссена. Семья Эссенов за 240 000 рублей продала здание и участок Павлу Николаевичу Демидову 14 февраля 1836 года; 25 февраля Демидов выкупил у О. Монферрана и соседний, 45 дом. В том же году Монферран разработал проект перестройки зданий для нового владельца.
В 1864 году сын Павла Николаевича, Павел Павлович, сдал дом на 9 лет итальянскому посольству за 10 000 рублей в год (по слухам, проиграл в карты).
В 1875—1911 годах домом владела княгиня Н. Ф. Ливен (по другим данным, дом купил в 1875 году её муж, и ей достался по наследству). При ней в 1870-х годах архитектор И. В. Штром установил в подвале два калорифера, уничтожил печи, организовал водяное отопление, водопровод и газоснабжение. В доме была устроена баптистская молельня.
В 1910 году здание было куплено послом короля Италии (в связи с чем герб Демидовых подправили, чтобы он напоминал итальянский герб), в 1911 году в здании было размещено посольство. Несколько лет после начала Первой Мировой войны здание пустовало, но после установления дипломатических отношений между правительством Муссолини и СССР здание вновь вернулось Италии, в нём было размещено посольство, затем — генеральное консульство (1924—1957 годы). В 1957—1995 годах в доме размещался институт «Гипростанок».

## Внешний вид и интерьеры
У здания есть небольшой световой дворик, служебный корпус окнами выходит во второй небольшой двор.
На фасаде трёхэтажного здания много деталей. Первый этаж украшен рустами из белого итальянского мрамора, в середине здания беломраморные атланты и кариатиды держат балкон второго этажа. Цоколь облицован серым полированным сердобольским гранитом. Второй этаж украшен пилястрами. Над балконом установлена мраморная скульптура «Слава» авторства Т. Жака, крылатые фигуры держат герб. По бокам от ворот расположены ниши для фонтанов, выложенные белым полированным мрамором; на 2023 год они пустуют, ранее в них были столбики, украшенные купидонами.
В отделке парадных помещений дома были использованы золочёная бронза, малахит (колонны и камин главного зала), различные породы мрамора, резьба. Интерьеры создавали Г. А. Боссе и А. Виги. До того как малахит был использован для отделки особняка, он считался малопригодным для облицовки помещений; зал Демидова стал образцом при оформлении Зимнего дворца и иконостаса Исаакиевского собора. В 1918 году (по другим источникам, в 1925 году) сотрудники посольства вывезли из здания малахитовое убранство — колонны, пилястры, камин, а также мрамор и наборный паркет; вывоз осуществлялся через Крым, убранство было утрачено.
В вестибюле и на главной лестнице расположено несколько окон с травлёными стёклами, часть — оригиналы (предположительно, начало XX века), часть — реконструкция 1990-х годов. Четыре окна в вестибюле на первом этаже двустворчатые с полукруглой глухой фрамугой, стёкла в них цельные матовые, по периметру каждого окна идёт рамка из повторяющихся крестоцветов в круге с двумя бутонами по сторонам, в углах расположена четырёхлепестковые розетки. На лестнице между первым и вторым этажами три одностворчатых окна, также с матовыми стёклами, два окна во двор и одно в боковое помещение; пояс по периметру изображением на первом этаже. В полукруглой части нарисована большая ваза с двумя ручками, в середине — два горящих факела, которые соединяет гирлянда из лавровых листьев, между огнями находится розетка, крупный цветок в круге. Известно, что в отделке дома в 1830-е годы активно использовались витражи.

## Галерея

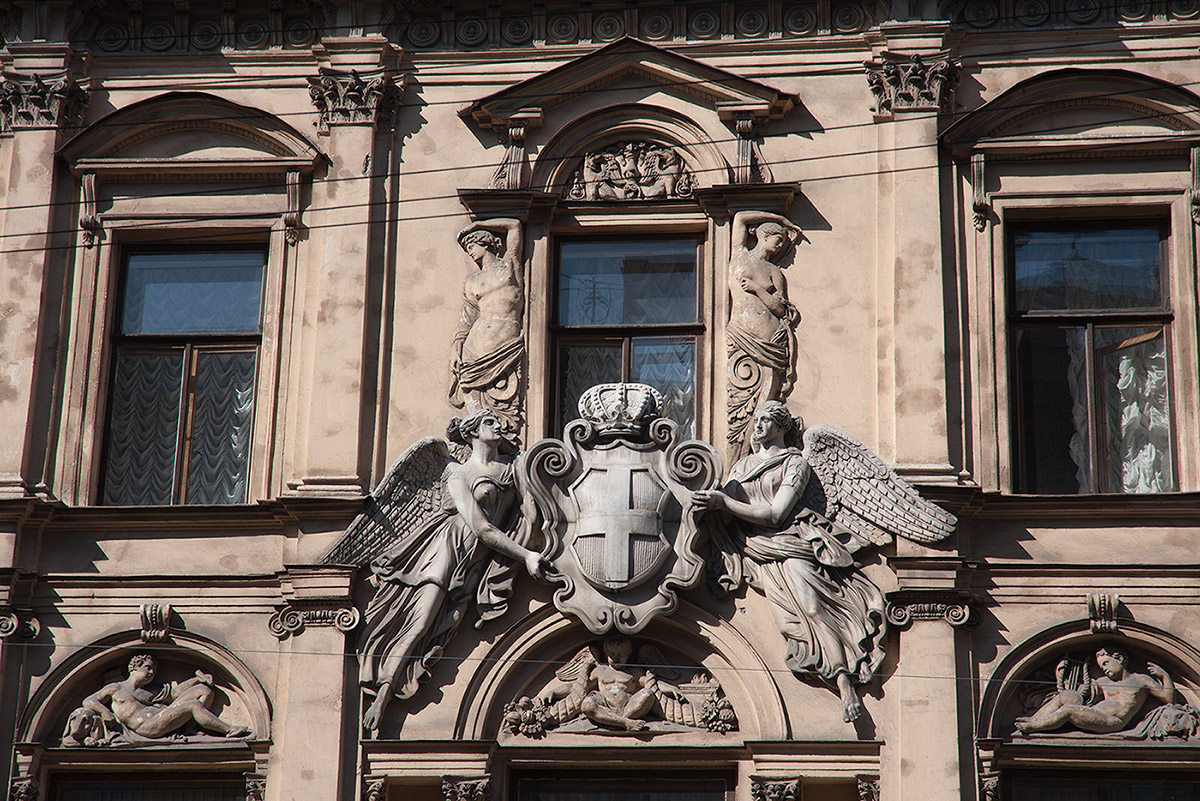
«Слава»
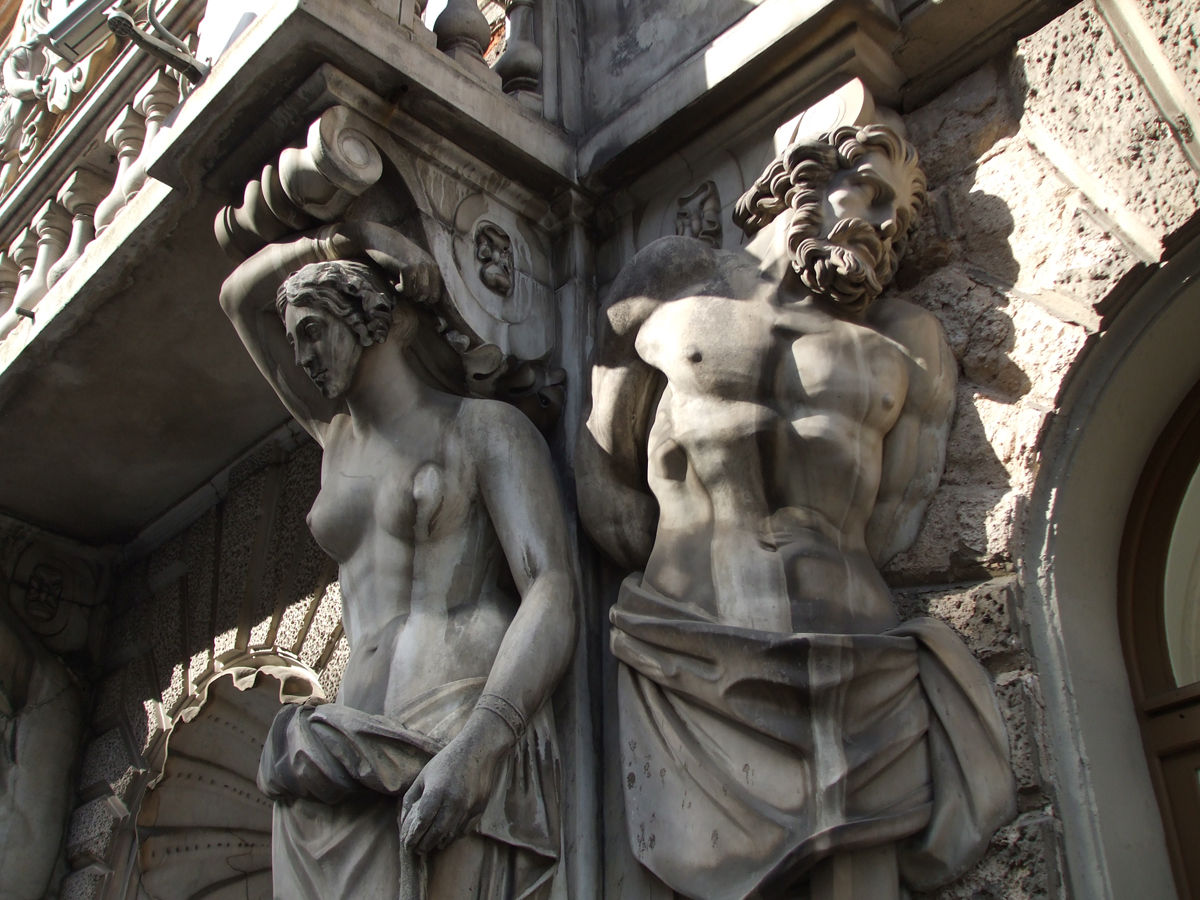
Атлант и кариатида
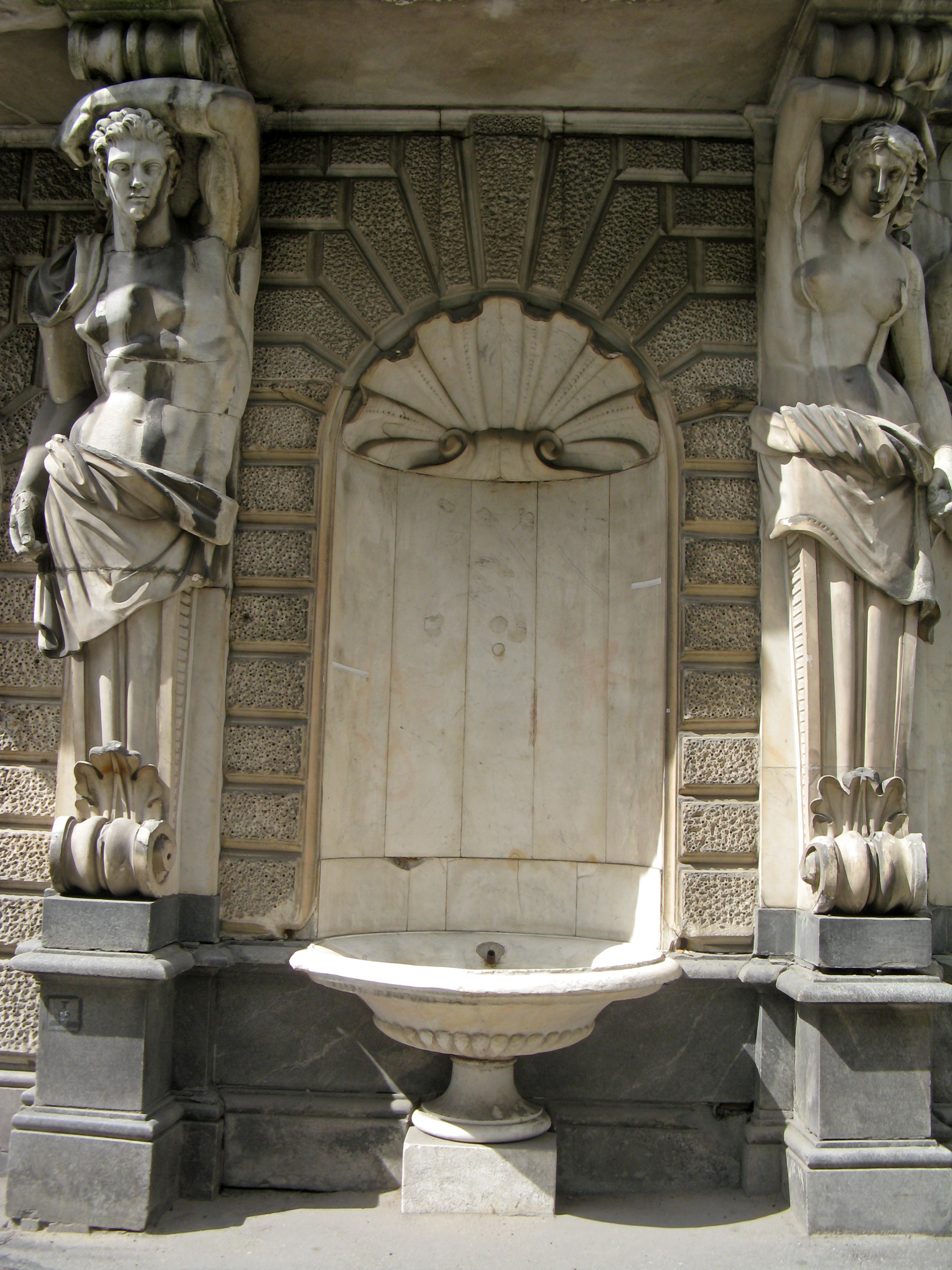
Фонтанная ниша